# Agrostis schlechteri
Agrostis schlechteri är en gräsart som beskrevs av Alfred Barton Rendle. Agrostis schlechteri ingår i släktet ven, och familjen gräs. Inga underarter finns listade i Catalogue of Life.